# Осенние листья
«Осенние листья» (англ. Autumn Leaves) — одна из наиболее известных картин английского художника-прерафаэлита Джона Эверетта Милле, созданная в 1856 году и в том же году выставленная в Королевской Академии художеств.

## Сюжет
Девочки собирают осенние листья. По-видимому, они собираются устроить костёр — в левом нижнем углу уже поднимается струйка дыма. Детали пейзажа трудно различимы — наступает ночь. Картина обычно интерпретируется как изображение мимолетности молодости и красоты, общей темы в творчестве Милле.

## История создания
На картине изображен сад около дома художника в Аннат Лодж, в Шотландии, а собирающие листья для сожжения — это Элис, сестра жены художника Эффи (которая изображена в центре), и их подруги. По словам Милле, «у него никогда не было таких послушных моделей. Когда в них не было необходимости, они сидели на кухне, помогая чистить картофель или посматривая на дверь, или часами тихо сидели, смотря в огонь в абсолютном бездействии и полной невозмутимости».

Критики отмечают, что во время написания этой картины Милле был увлечен поэмой Альфреда Теннисона «Принцесса» (англ. The Princess, 1847). Особенно его привлекли следующие строки:
Слезы, напрасные слезы, не вижу в них смысла.
Слезы из глубины какого-то священного отчаяния
Устремляются к глазам, рождаясь в сердце,
Когда я смотрю на счастливые осенние поля
и думаю о давно ушедших днях.
Tears, idle tears, I know not what they mean.
Tears from the depth of some divine despair
Rise in the heart, and gather to the eyes,
In looking on the happy Autumn-fields,
And thinking on the days that are no more.
Впоследствии Милле писал критику Стивенсу: «Я хотел, чтобы торжественность картины будила в людях чувство глубокого религиозного благоговения, и мне показалось, что образ горящих листьев как нельзя лучше подойдёт для этой цели».